# Río Hardy
El Río Hardy es un río bajacaliforniano navegable, de unos 40 kilómetros de longitud, formado por escurrimientos remanentes del Río Colorado, ubicado en sur del Valle de Mexicali, en una zona habitada y aprovechada por la etnia Cucapah, a 53 km al sur de la ciudad de Mexicali el cual cuenta con enfoque e instalaciones ecoturísticas, gracias a que en el río se pueden practicar actividades recreativas, como navegar en motos náuticas, lanchas, remar, kayak y pesca deportiva; el río corre de norte a sur de forma paralela a la carretera Mexicali - San Felipe, a partir de unos 5 km al noreste de la localidad “La Puerta” hasta unos 13 km al sur de la Sierra Cucapá el Mayor, pasando por Cucapá Indígena y Cucapá Mestizo, hasta fusionarse al cauce del Río Colorado. Esto a su vez ha generado los humedales llamados Río Hardy.

## Historia

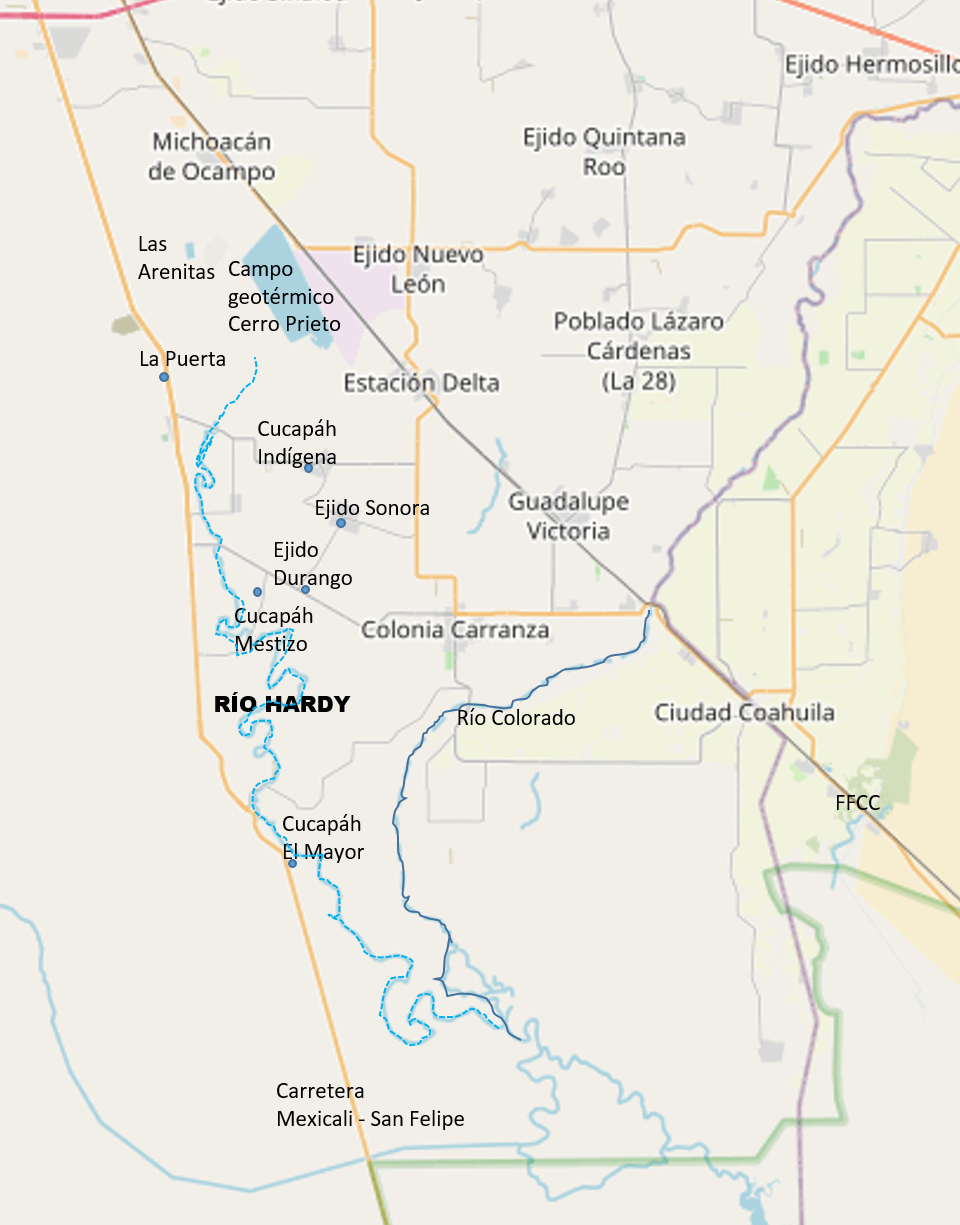
Río Hardy en Mexicali

En la prehistoria, durante el Holoceno, el río Hardy servía como fuente de abastecimiento para la formación del gran Lago Cahuilla el cual fluía periódicamente hacia el norte que fusionaba la Laguna Salada continuando hasta la depresión del Mar de Salton, y alcanzar unos 9 metros sobre el nivel del mar. Un parteaguas, en el Valle de Mexicali, induce que las aguas y flujo del Río Hardy vayan hacia el sur y del Río Nuevo hacia el norte hasta llegar al Mar del Salton.
En el 20 de julio de 1826, llegó a la desembocadura del Río Colorado cuando era navegable, el viajero inglés Robert William Hale Hardy y se adentró y exploró aguas arriba en la goleta “la Bruja” y observó el cauce hasta llegar a los que actualmente es el Río Hardy. Hardy publicó sus memorias en 1829, Viajes al interior de México en 1825-1828.

## Hidrología
La cuenca del río Hardy se forma de la escorrentía de las estribaciones orientales de la Sierra Cucapá hacia el oeste y de la ladera sur del Cerro Prieto hacia el oeste.
El río nace en las coordenadas X=660,717.1715, Y=3,581794.1258 al noreste de La Puerta, con aguas que fluyen del sistema de drenes agrícolas, siendo el primero el Dren dos tubos, y otros situados al oeste de los ejidos Delta - Oaxaca, Nayarit y Sonora, además de las provenientes de la Planta de tratamiento de Aguas Residuales “Las Arenitas” y aguas de otros 3 drenes como son dren del Caimán, y los UECE#1 y #2. El Hardy desemboca su flujo en el río Colorado.
El caudal para un año húmedo es de 1.729 m3/s, para una superficie de 713 ha, y para un año promedio, el caudal es de 1.108 m3/s para una superficie de 598 ha. La precipitación pluvial es de 28.6 mm en junio.

## Caudal Ecológico
El caudal ecológico del Río, asegura la biodiversidad, propicia la preservación de hábitats de unas 350 especies de aves silvestres, donde algunas de ellas en peligro de extinción, así como de la flora incluyendo al pino salado, mezquite, carrizo y tule, que proporcionan refugio durante el invierno, a diversas aves acuáticas migratorias, utilizando estos refugios como sitios de anidación, reproducción y crianza para un gran número de especies que incluye aves, mamíferos (castores, linces, zorros, mapaches, coyotes y gato grande pintito y cola larga), peces e invertebrados, impactando positivamente en las fuentes de alimentación y economía de las comunidades próximas, entre ellos a la etnia Cucapáh.
La pesca ha sido y es un elemento importante en los procesos del grupo étnico Cucapá, aprovechando además la mayoría de los recursos suministrados naturalmente como lo son madera, tierras, pesca, etc.
La cuenca del río Hardy es parte del área protegida denominada como Reserva de la Biosfera Alto Golfo de California y Delta del Río Colorado, la cual ha sido hogar de vida silvestre, incluidos el pez mosquito y el molly de aleta de vela y el cachorrito del desierto (Cyprinodon macularius macularius). Los humedales de Hardy son el hábitat de aves y un lugar de anidación para la garceta Tular (Egretta thula), como el palmoteador de Yuma y el faisán común. Se ha estado estudiando, posibles impactos causados para la degradación del ecosistema, cambio en la situación de algunas especies exóticas, causado por el cambio de uso de suelo, pérdida de capacidad de conducción, así como el enfoque a la conservación del sistema ripario. Algunos son residentes de los humedales y una comunidad de reptiles que lo utilizan como fuentes de agua y alimentos.

## Calidad del agua
Antes del año 2008, el Hardy se alimentaba solamente del sistema de drenaje de aguas agrícolas. Esto incluía aguas contaminadas con pesticidas y fertilizantes provenientes del Valle de Mexicali. Posteriormente se sumó, un flujo de aguas provenientes del este y noreste de la ciudad de Mexicali, que son bombeadas hacia el sur para hacerlas llegar y ser tratadas en la Planta de Tratamiento de Aguas Residuales “Las Arenitas”. La calidad del agua en el Hardy está siendo monitoreada en Mexicali por el Centro de Investigación en Alimentación y Desarrollo A.C. y medir los efectos de la descarga de aguas residuales al Río Hardy. Estudios de 2009, detectaron que 5 sitios de 15 cumplieron con la norma.